# Гран-при Австралии 2009 года
Гран-при Австралии — первый гран-при Формулы-1 в сезоне 2009 года. Проходил с 27 по 29 марта 2009 года на трассе Альберт-Парк в Мельбурне. Поул и победа достались Дженсону Баттону, выступающему за команду Brawn GP, дебютировавшую в чемпионате, вторым финишировал его напарник Рубенс Баррикелло. В прошлый раз команда-дебютант выигрывала поул-позицию и дубль на финише на Гран-при Франции 1954 года, где победила команда Mercedes. Также в 1977 году на первой гонке сезона выиграла дебютировавшая команда Walter Wolf Racing, но тогда ни поул, ни дубль ей не достались. Интересно, что второй год подряд победа на Гран-при Австралии досталась британскому гонщику британской команды с мотором Mercedes и номером 22.

## Перед гонкой
Гран-при Австралии был перенесен на трассу в Альберт Парке в 1996 году. С этого момента, гонка в Австралии открывает чемпионат мира (за исключением сезона 2006 года, когда австралийский этап был третьим в календаре в связи с проведением в сроки начала чемпионата в Мельбурне Игр Содружества). Многие известные гонщики начали свою карьеру в Формуле-1 именно здесь — Жак Вильнёв (1996), Фернандо Алонсо, Хуан Пабло Монтойя, Кими Райкконен (2001), Марк Уэббер (2002).
Гран-при Австралии имеет историю Британского успеха, в частности, побеждали в Австралии Дэймон Хилл и Дэвид Култхард дважды, Найджел Мэнселл, Эдди Ирвайн и Льюис Хэмилтон — по одному разу. За прошедшие 23 года, самой успешной командой здесь является McLaren, с 9 победами, а 4 победы Михаэля Шумахера сделали его самым успешным гонщиком на этой трассе.
Гран-при стал дебютным для команды Brawn GP, а также первым в карьере Себастьена Буэми.

## Проблема диффузоров

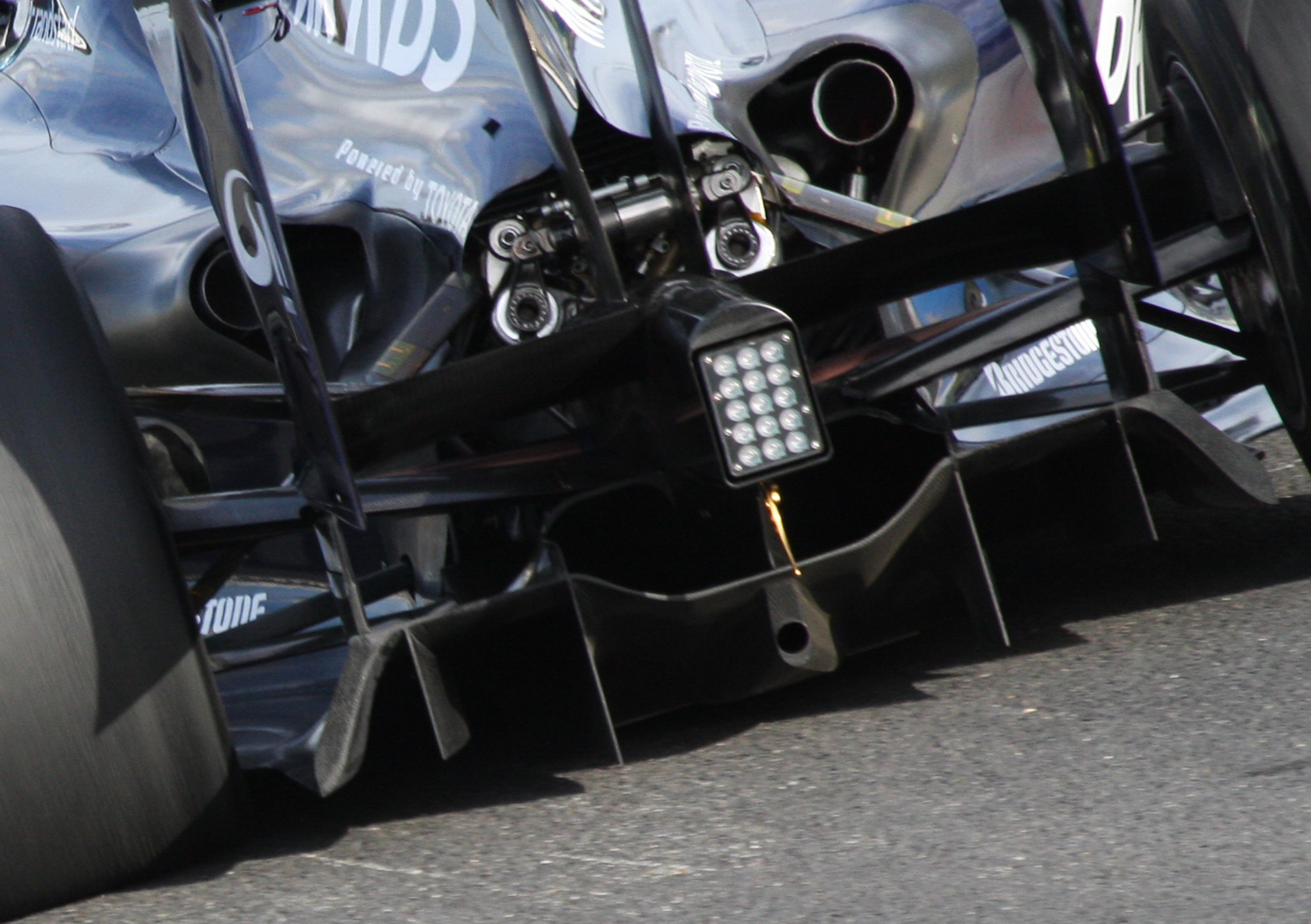
Диффузор Williams FW31

После презентаций машин в начале года, часть команд выразили сомнение в легальности диффузоров Williams, Toyota, а позднее и Brawn GP, по мнению экспертов высота диффузоров у этих команд превышала допустимые техническим регламентом 175 мм по высоте, и они используют двойной задний диффузор, что дает им преимущество.
Поскольку на тестах команды могли не особо пристально соблюдать технический регламент, вопрос диффузоров был отложен до первого Гран-при сезона — Австралийского.
В четверг 26 марта техническая инспекция FIA признала диффузоры команд Brawn GP, Toyota и Williams соответствующими техническому регламенту, после чего команды Ferrari, Red Bull и Renault подали протест, который стюардами Гран-при был отклонён. Команды обратились в апелляционный суд ФИА, который бы вынес окончательное решение вопроса. Заседание апелляционного суда ФИА состоялось 14 апреля в Париже, 15 апреля было объявлено, что в апелляции отказано и диффузоры признаны легальными.

## KERS
Лишь часть команд начала сезон с использования системы рекуперации кинетической энергии (KERS): Ferrari, McLaren, Renault и BMW, причём на машине Роберта Кубицы KERS отсутствовала из-за проблем с развесовкой.

## Свободные заезды
| Сессия | Погода       | Лидер        | Команда  | Время    |
| ------ | ------------ | ------------ | -------- | -------- |
| 1      | Сухо, +18 0С | Нико Росберг | Williams | 1:26,687 |
| 2      | Сухо, +18 0С | Нико Росберг | Williams | 1:26,053 |
| 3      | Сухо, +21 0С | Нико Росберг | Williams | 1:25,808 |

Гонщики, использующие систему рекуперации кинетической энергии (KERS), отмечены '‡:,

## Квалификация
Солнечно, сухо. Температура воздуха +25 °C, трассы +29 °C
| Место | №  | Имя                 | Конструктор          | Часть 1  | Часть 2     | Часть 3  | Старт | Вес, кг |
| ----- | -- | ------------------- | -------------------- | -------- | ----------- | -------- | ----- | ------- |
| 1     | 22 | Дженсон Баттон      | Brawn-Mercedes       | 1:25,211 | 1:24,855    | 1:26,202 | 1     | 664,5   |
| 2     | 23 | Рубенс Баррикелло   | Brawn-Mercedes       | 1:25,006 | 1:24,783    | 1:26,505 | 2     | 666,5   |
| 3     | 15 | Себастьян Феттель   | Red Bull-Renault     | 1:25,938 | 1:25,121    | 1:26,830 | 3     | 657     |
| 4     | 5  | Роберт Кубица       | BMW Sauber           | 1:25,922 | 1:25,152    | 1:26,914 | 4     | 650     |
| 5     | 16 | Нико Росберг        | Williams-Toyota      | 1:25,846 | 1:25,123    | 1:26,973 | 5     | 657     |
| 6     | 10 | Тимо Глок           | Toyota               | 1:25,499 | 1:25,281    | 1:26,975 | 20    | 670     |
| 7     | 3  | Фелипе Масса ‡      | Ferrari              | 1:25,844 | 1:25,319    | 1:27,033 | 6     | 654     |
| 8     | 9  | Ярно Трулли         | Toyota               | 1:26,194 | 1:25,265    | 1:27,127 | 19    | 660     |
| 9     | 4  | Кими Райкконен ‡    | Ferrari              | 1:25,899 | 1:25,380    | 1:27,163 | 7     | 655,5   |
| 10    | 14 | Марк Уэббер         | Red Bull-Renault     | 1:25,427 | 1:25,241    | 1:27,246 | 8     | 662     |
| 11    | 6  | Ник Хайдфельд ‡     | BMW Sauber           | 1:25,827 | 1:25,504    |          | 9     | 691,5   |
| 12    | 7  | Фернандо Алонсо ‡   | Renault              | 1:26,026 | 1:25,605    |          | 10    | 680,7   |
| 13    | 17 | Кадзуки Накадзима   | Williams-Toyota      | 1:26,074 | 1:25,607    |          | 11    | 685,3   |
| 14    | 2  | Хейкки Ковалайнен ‡ | McLaren-Mercedes     | 1:26,184 | 1:25,726    |          | 12    | 690,6   |
| 15    | 1  | Льюис Хэмилтон ‡    | McLaren-Mercedes     | 1:26,454 | без времени |          | 18    | 655     |
| 16    | 12 | Себастьен Буэми     | Toro Rosso-Ferrari   | 1:26,503 |             |          | 13    | 675,5   |
| 17    | 8  | Нельсиньо Пике ‡    | Renault              | 1:26,598 |             |          | 14    | 694,1   |
| 18    | 21 | Джанкарло Физикелла | Force India-Mercedes | 1:26,677 |             |          | 15    | 689     |
| 19    | 20 | Адриан Сутиль       | Force India-Mercedes | 1:26,742 |             |          | 16    | 684,5   |
| 20    | 11 | Себастьен Бурде     | Toro Rosso-Ferrari   | 1:26,964 |             |          | 17    | 662,5   |

Рекорды по секторам:
- 1 сектор — Баррикелло * — 28,115[13]
- 2 сектор — Баррикелло * — 22,734
- 3 сектор — Кубица — 33,702

Суммарное рекордное время круга — 1:24,551
Максимальная скорость — Буэми — 308,7 км/ч

## Аннулирование результатов Toyota после квалификации
По результатам технической инспекции машин, проведенной службами FIA после квалификации, результаты гонщиков Toyota (6 место Тимо Глока и 8 место Ярно Трулли) исключены из протокола сессии.
Аэродинамические элементы машин не прошли описанный в регламенте тест на гибкость под нагрузкой — плоскости заднего антикрыла оказались слишком гибкими и, теоретически, могли менять свой профиль под давлением воздушного потока, что запрещено правилами. Перед гонкой аэродинамические элементы были заменены, Трулли и Глок стартовали с пит-лейн.

## Обзор гонки

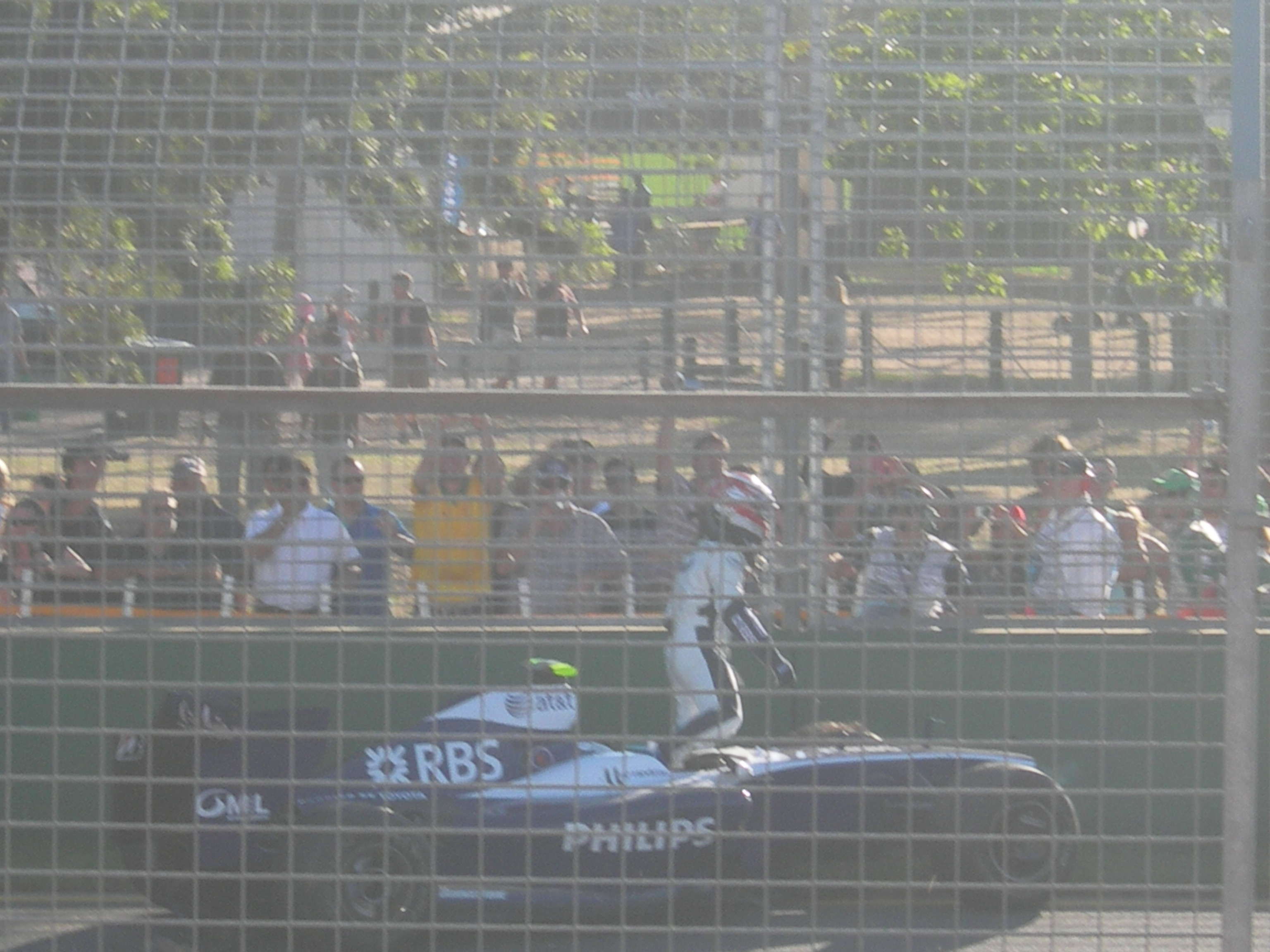
Сошедший на 18 круге гонки Кадзуки Накадзима.

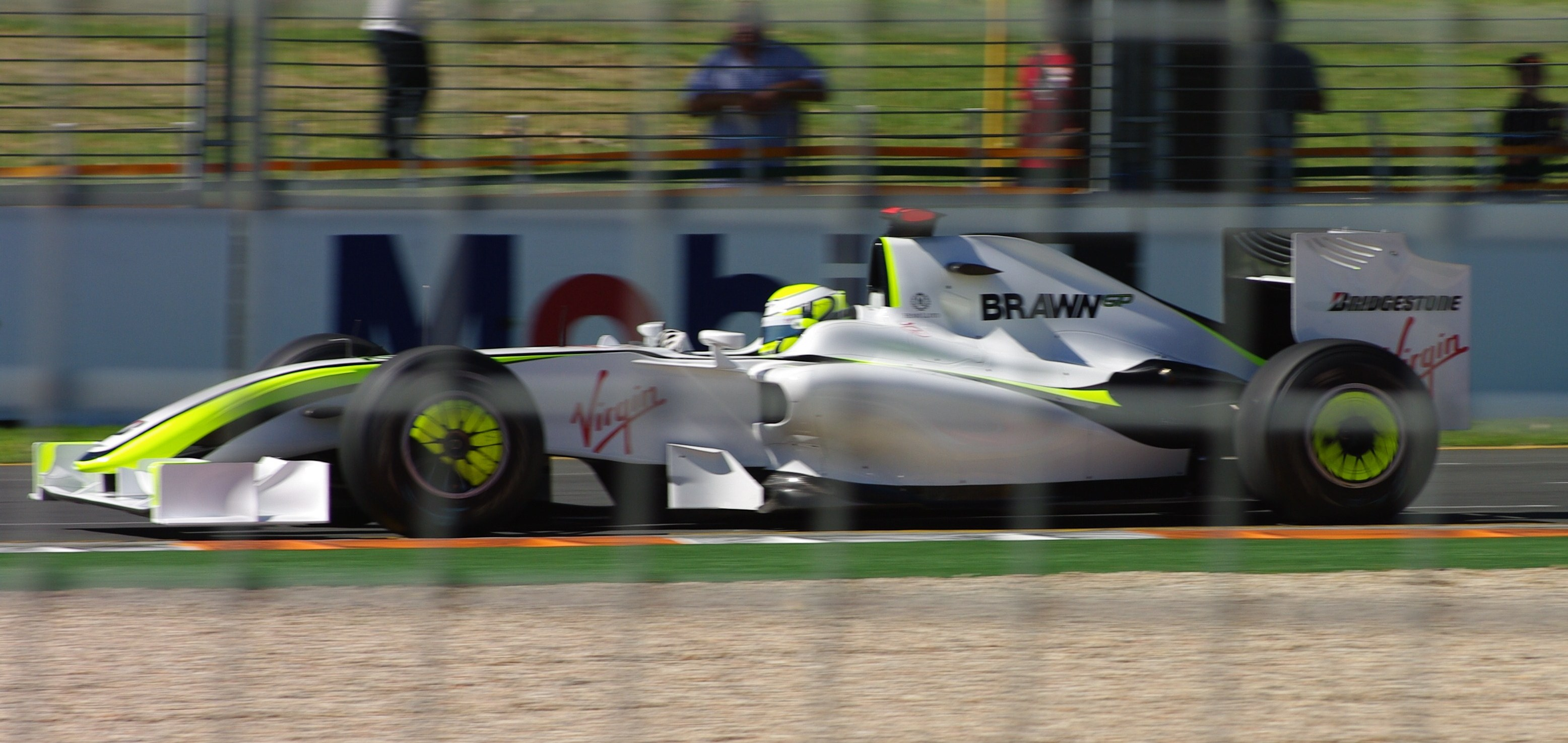
Победитель Гран-при — Баттон на Brawn BGP 001

На старте Рубенс Баррикелло потерял много позиций из-за провального старта, в первом повороте произошло несколько столкновений с участием Баррикелло, Уэббера, Сутиля, Хайдфельда и Ковалайнена, последний из-за повреждений сошёл на первом же круге. Удачно стартовал Хэмилтон, за круг поднявшись на несколько позиций. Гонщики, стартовавшие на SuperSoft, в частности, гонщики Ferrari, через несколько кругов стали сильно сбавлять из-за гранулирования мягких шин, и в результате команда не заработала очков в гонке, чего не случалось с 1992 года.
Райкконен заехал на пит-стоп уже на 10 круге, Масса — на 12-м. На 18-м круге не справился с управлением, наскочил на бордюр и врезался в стену Накадзима, из-за обломков его автомобиля на 20-м круге была выпущена машина безопасности. Во время рестарта гонки развернуло Нельсона Пике, и он вылетел в гравий в первом повороте и сошёл. На 45-м круге из-за проблем с гидравликой сошёл Масса. Райкконен заехал на 3-й пит-стоп и откатился в хвост пелетона, позднее он совершил ошибку и задел оградительную стену трека, заехал в боксы ещё раз и сошёл с гонки из-за повреждений. Росберг, шедший четвёртым, под конец из-за проблем с мягкой резиной пропустил несколько соперников. На 56-м круге Кубица догнал Феттеля на 2-м месте, произошёл контакт, оба потеряли передние антикрылья, после чего врезались в стену, Кубица сошёл, Феттель на трех колесах проехал ещё круг. После гонки за этот инцидент Феттеля оштрафовали потерей 10 мест на стартовой решётке на следующем Гран-при, а команду Ред Булл на 50 000 долларов за указание Феттелю продолжать гонку на машине с повреждениями (3 колеса). Во время выезда машины безопасности Трулли вылетел за трассу, уступил позицию Хэмилтону, но позже обогнал его под жёлтыми флагами и финишировал третьим, позднее за это был оштрафован на 25 секунд и выбыл из очковой зоны. На последнем повороте трассу покинула машина безопасности и гонщики Brawn GP окончили гонку в таком же порядке как и стартовали, Баттон — первый, Баррикелло — второй.
| Место | С  | №  | Гонщик              | Конструктор          | Ш | Круги | Время/причина схода                                           | О  |
| ----- | -- | -- | ------------------- | -------------------- | - | ----- | ------------------------------------------------------------- | -- |
| 1     | 1  | 22 | Дженсон Баттон      | Brawn-Mercedes       | B | 58    | 1:34:15,784                                                   | 10 |
| 2     | 2  | 23 | Рубенс Баррикелло   | Brawn-Mercedes       | B | 58    | +0,807                                                        | 8  |
| 3     | 19 | 9  | Ярно Трулли         | Toyota               | B | 58    | +2,914                                                        | 6  |
| ДСК   | 18 | 1  | Льюис Хэмилтон ‡    | McLaren-Mercedes     | B | 58    | Предоставление неполной информации по инциденту с Ярно Трулли |    |
| 4     | 20 | 10 | Тимо Глок           | Toyota               | B | 58    | +4,435                                                        | 5  |
| 5     | 10 | 7  | Фернандо Алонсо ‡   | Renault              | B | 58    | +4,879                                                        | 4  |
| 6     | 5  | 16 | Нико Росберг        | Williams-Toyota      | B | 58    | +5,722                                                        | 3  |
| 7     | 13 | 12 | Себастьен Буэми     | Toro Rosso-Ferrari   | B | 58    | +6,004                                                        | 2  |
| 8     | 17 | 11 | Себастьен Бурде     | Toro Rosso-Ferrari   | B | 58    | +6,298                                                        | 1  |
| 9     | 16 | 20 | Адриан Сутиль       | Force India-Mercedes | B | 58    | +6,335                                                        |    |
| 10    | 9  | 6  | Ник Хайдфельд ‡     | BMW Sauber           | B | 58    | +7,085                                                        |    |
| 11    | 15 | 21 | Джанкарло Физикелла | Force India-Mercedes | B | 58    | +7,374                                                        |    |
| 12    | 8  | 14 | Марк Уэббер         | Red Bull-Renault     | B | 57    | +1 круг                                                       |    |
| 13    | 3  | 15 | Себастьян Феттель   | Red Bull-Renault     | B | 56    | +2 круга/Столкновение                                         |    |
| 14    | 4  | 5  | Роберт Кубица       | BMW Sauber           | B | 55    | +3 круга/Столкновение                                         |    |
| 15    | 7  | 4  | Кими Райкконен ‡    | Ferrari              | B | 55    | +3 круга/Авария                                               |    |
| Сход  | 6  | 3  | Фелипе Масса ‡      | Ferrari              | B | 45    | Гидравлика                                                    |    |
| Сход  | 14 | 8  | Нельсиньо Пике ‡    | Renault              | B | 24    | Разворот                                                      |    |
| Сход  | 11 | 17 | Кадзуки Накадзима   | Williams-Toyota      | B | 17    | Авария                                                        |    |
| Сход  | 12 | 2  | Хейкки Ковалайнен ‡ | McLaren-Mercedes     | B | 0     | Авария                                                        |    |

- Быстрый круг — Нико Росберг — 1:27,706 на 48 круге гонки, средняя скорость круга — 217,668 км/ч.[17]
- Максимальная скорость в гонке — Адриан Сутиль — 308,5 км/ч[18]
- Круги лидирования — Дженсон Баттон 1—58 круги (всю гонку)
- Машина безопасности — 20—24 круги (авария Накадзимы), 56—58 круги (авария Кубицы и Феттеля)

## Пересмотр результатов
По итогам нового заседания стюардов FIA, которое прошло 2 апреля 2009 года, гонщик McLaren Льюис Хэмилтон исключён из финишных протоколов Гран-при Австралии. Гонщику Toyota Ярно Трулли, которого оштрафовали на 25 секунд, вернули третье место.
Стюарды FIA выпустили официальное заявление, в котором объяснили причины исключения Льюиса Хэмилтона из итоговых протоколов Гран-при Австралии.
«Стюарды приняли во внимание появившиеся в их распоряжении новые детали инцидента и решили, что Льюис Хэмилтон и команда „Макларен“ сознательно вводили в заблуждение стюардов во время слушаний 29 марта 2009 года. Тем самым они нарушили статью 151c Международного спортивного кодекса. Хэмилтон и команда „Макларен“ исключены из гоночной классификации Гран-При Австралии, а в саму классификацию внесены изменения», — говорится в заявлении стюардов.

## Положение в чемпионате после Гран-при
| Место | Гонщик            | Очки |
| ----- | ----------------- | ---- |
| 1     | Дженсон Баттон    | 10   |
| 2     | Рубенс Баррикелло | 8    |
| 3     | Ярно Трулли       | 6    |
| 4     | Тимо Глок         | 5    |
| 5     | Фернандо Алонсо   | 4    |

| Место | Команда            | Очки |
| ----- | ------------------ | ---- |
| 1     | Brawn-Mercedes     | 18   |
| 2     | Toyota             | 11   |
| 3     | Renault            | 4    |
| 4     | Williams-Toyota    | 3    |
| 5     | Toro Rosso-Ferrari | 3    |